# Gospodinovo, Varna
Gospodinovo (în bulgară Господиново) este un sat în comuna Beala, regiunea Varna,  Bulgaria. 

## Demografie
Componența etnică a satului Gospodinovo
     Turci (42,96%)
     Bulgari (52,96%)
     Nicio identificare (4,07%)
     Altele (0%)
La recensământul din 2011, populația satului Gospodinovo era de 270 locuitori. Din punct de vedere etnic, majoritatea locuitorilor (52,96%) erau bulgari, cu o minoritate de turci (42,96%). Pentru 4,07% din locuitori nu este cunoscută apartenența etnică.